# Блахніца-де-Жос
Блахніца-де-Жос (рум. Blahnița de Jos) — село у повіті Горж в Румунії. Адміністративно підпорядковане місту Тиргу-Кербунешть.
Село розташоване на відстані 212 км на захід від Бухареста, 19 км на схід від Тиргу-Жіу, 79 км на північ від Крайови.

## Населення
За даними перепису населення 2002 року у селі проживали 96 осіб, усі — румуни. Усі жителі села рідною мовою назвали румунську.